# Presbítero
El presbítero (del latín tardío presby̆ter, y este del griego πρεσβύτερος presbýteros, lit. ‘el más anciano’, el ‘decano’) es un clérigo que forma parte de la jerarquía eclesiástica cristiana ocupando el escalón inmediatamente superior al diácono e inmediatamente inferior al obispo.

Escudo de armas genérico de un presbítero católico.

## Sagrada Escritura

### En el Antiguo Testamento
Los «ancianos» eran un grupo de guías morales en el pueblo de Israel, Moisés es quien prefigura este personaje dándole forma en el libro del Pentateuco. En el Antiguo Testamento encontramos a los ancianos tomando decisiones políticas, el libro de Samuel, posteriormente en la historia, aconsejando al rey y representando a la gente en lo concerniente a asuntos espirituales..

### En el Nuevo Testamento
Encontramos que era un referente local en las congregaciones cristianas que, con otros, formaban un consejo o gobierno colegial de ancianos, siguiendo la tradición patriarcal judía. La colegiación estaba a su vez presidida por otro anciano.
Se pueden encontrar las siguientes referencias:

Designaron presbíteros en cada Iglesia y después de hacer oración con ayunos, los encomendaron al Señor en quien habían creído.
Hechos 14:23.

Conforme iban pasando por las ciudades, les iban entregando, para que las observasen, las decisiones tomadas por los apóstoles y presbíteros en Jerusalén.
Hechos 16:4.

No descuides el carisma que hay en ti, que se te comunicó por intervención profética mediante la imposición de las manos del colegio de presbíteros.
1 Timoteo 4:14.

El motivo de haberte dejado en Creta fue para que acabaras de organizar lo que faltaba y establecieras presbíteros en cada ciudad, como yo te ordené.
Tito 1:5.

## Cristianismo

### Iglesia primitiva
Para la mayoría de los estudiosos, la organización más antigua de la Iglesia cristiana en Jerusalén era similar a la de las sinagogas judías, pero con un consejo o colegio de presbíteros ordenados (un anciano que tiene un juicio experimentado en una asamblea cristiana). En Hechos 11:30 y Hechos 15:22, se aprecia un sistema colegiado de gobierno en Jerusalén aunque encabezado por Santiago el Justo, que según la tradición, fue el primer obispo de la ciudad. En Hechos 14:23, el apóstol Pablo ordena presbíteros en las iglesias que funda.
El vocablo «presbítero», al principio, no se llega a distinguir claramente del término supervisor (ἐπίσκοποι episkopoi, que luego se usó exclusivamente para designar un obispo), como en Hechos 20:17, Tito 1:5-7 [10] y 1 Pedro 5:1.
En los primeros escritos de los Padres Apostólicos, la Didaché y la Primera Epístola de Clemente, la iglesia usaba dos términos para los cargos de la iglesia local: presbíteros (que la mayoría consideran un término intercambiable con episcopos o supervisor) y diácono.
Aunque las fuentes tempranas no están suficientemente claras, varios grupos de comunidades cristianas habrían tenido un grupo o colegio de presbíteros-supervisores al frente de las iglesias locales. Con el tiempo, el obispo principal o 'monárquico' llegó a gobernar más claramente, y todas las iglesias locales finalmente seguirían el ejemplo de estructurarse según el modelo de un obispo a cargo una comunidad, aunque el papel del cuerpo de sacerdotes siguió siendo importante. Sin embargo, un obispo, claramente al frente de cada comunidad, no aparece hasta el 177 con los mártires de Lyon. 
Un colegio de presbíteros estaba al frente de la comunidad cristiana de Roma durante el siglo II, según Justino en el año 155 en su Primera Apología 65:3, celebrando la Eucaristía y en la descripción de la liturgia del domingo (67:4-5).
Ignacio de Antioquía, a finales del siglo I y comienzos del II, en su carta a los magnesios relata la embajada de los magnesios estaba compuesta por el obispo Damas que la presidía, los presbíteros Basso y Apolonio y el diácono Zósimo. En 6:1 el obispo es presentado como imagen del Padre, el presbiterio, los ancianos, que representan la asamblea de los apóstoles y de los diáconos dice que son servidores de la Iglesia al servicio de Jesucristo y que fueron establecidos por la voluntad de Dios.
Las fuentes siempre refieren a los presbíteros en un órgano colegiado. Para Hermas, a mediados del siglo II, en su obra Pastor, los presbíteros ocupaban los primeros puestos jerárquicos como cabezas de la Iglesia, siendo uno de ellos elegido para estar al frente, siendo el puesto disputado por otros.

### Iglesia católica

Sotana de los presbíteros católicos.

Hábito coral de los presbíteros católicos.

En la Iglesia católica son conocidos comúnmente como sacerdotes o «curas». Ambos términos en estricto rigor no son sinónimos de presbítero, ya que sacerdotes son tanto los obispos como los presbíteros, y el término cura se refiere a quien posee la responsabilidad de la «cura de almas» de una parroquia, o sea el párroco. En la Iglesia católica hispanoparlante en el uso común se les suele denominar 'padres'.
En la teología católica el presbiterado es el segundo grado del sacramento del orden (que consiste, precisamente, en los tres grados del diaconado, presbiterado y episcopado). Así, los presbíteros son varones que han recibido el segundo grado del sacramento del orden, el más conocido. Su función es celebrar la Eucaristía y administrar los demás sacramentos, salvo la confirmación (excepto en peligro de muerte) y la ordenación sacerdotal, reservados al obispo, es decir, pueden administrar cinco sacramentos. El presbiterado es el ministerio que desempeñan los miembros de la jerarquía en la Pastoral: párrocos, vicarios y capellanes.

"el ministerio eclesiástico, de institución divina, es ejercido en diversos órdenes por aquellos que ya desde antiguo vienen llamándose Obispos, presbíteros y diáconos. Los presbíteros, aunque no tienen la cumbre del pontificado y dependen de los Obispos en el ejercicio de su potestad, están, sin embargo, unidos con ellos en el honor del sacerdocio y, en virtud del sacramento del orden, han sido consagrados como verdaderos sacerdotes del Nuevo Testamento, a imagen de Cristo, sumo y eterno Sacerdote, para predicar el Evangelio y apacentar a los fieles y para celebrar el culto divino."
«Constitución dogmática sobre la Iglesia.». Lumen Gentium. 21 de noviembre de 1964. Archivado desde el original el 3 de julio de 2015. Consultado el 4 de junio de 2015.

En ausencia de presbítero, porque en ciertos lugares ya no se dispone de un sacerdote, como puede ser el caso de entornos rurales alejados, el obispo correspondiente puede autorizar, para mantener allí el servicio religioso, a determinados laicos, hombres y mujeres, o religiosas, para poder presidir la ceremonia de la celebración, la lectura del evangelio, impartir la bendición, e incluso, impartir la comunión.

### Iglesia ortodoxa e Iglesia copta
En el caso de la Iglesia ortodoxa e Iglesia copta, los presbíteros pueden administrar seis de los siete sacramentos, siendo la excepción el sacramento del orden, reservado a los obispos.

### Protestantismo
El protestantismo deniega un sacerdocio distinto al del común de los fieles. Esto se llama «sacerdocio universal». A los presbíteros protestantes también se los denomina Pastores (excepto en el mormonismo, y en otras denominaciones cristianas.)
Para los mormones, presbítero es un oficio en el sacerdocio menor o sacerdocio aarónico, por encima de los oficios de diácono y maestro pero por debajo del oficio de obispo.